# Ларс Клеппіх
Ларс Клеппіх (англ. Lars Kleppich, 9 серпня 1967) — австралійський яхтсмен.
Бронзовий призер Олімпійських Ігор 1992 року в класі Лехнер A-390.